# اکگونین
اکگونین (به انگلیسی: Ecgonine) با فرمول شیمیایی C۹H۱۵NO۳ یک ترکیب شیمیایی است. که جرم مولی آن ۱۸۵٫۲۲۰۳ g/mol می‌باشد. 